# Південно-Західна рівнина
Південно-Західна рівнина — рівнина у Криму, розташована на південному заході Керченського півострова і півдні Ак-Монайського перешийка . Обмежена на півночі напів дугою невисокого Парпацького гребеня, на півдні виходить до узбережжя Феодосійської затоки Чорного моря .

## Географія
Являє собою малозаселений горбистий степ, малопридатний для рослинництва . Східну частину рівнини займає морський полігон Повітряно-космічних сил Росії «Чауда» . Рівниною протікає кілька маловодних річок (Піщана, Крива, Найманська, Баш-Киргиз) і пролягає безліч неглибоких балок .

## Геологія
Південно-Західна рівнина — найдавніша частина Керченського півострова, утворена легко розмивними майкопськими глинами, які утворюють кілька великих складок, розмитих протягом тривалого часу, через що поверхня району набула вигляду злегка нахиленої до моря горбистої рівнини. Є прямим продовженням і зануренням ядра Кримського мегантиклінорія, є широкою синкліналлю, яка розділяє Вулканівську антикліналь, що тягнеться на схід, від Владиславівської, що тягнеться на захід . В основі рівнина складена палеогеновими відкладеннями, що мають потужність близько 3000 м, покрита біля поверхні третинними породами, які пов'язані зі смугою третинних порід північних передгір'їв Гірського Криму . Поширені темно-каштанові солонцюваті грунти та їх поєднання з лучно-степовими солонцями, а також чорноземи, що лежать на важких глинах, із вмістом гумусу 3,4-3,9 % .